# Zofia Szyfter

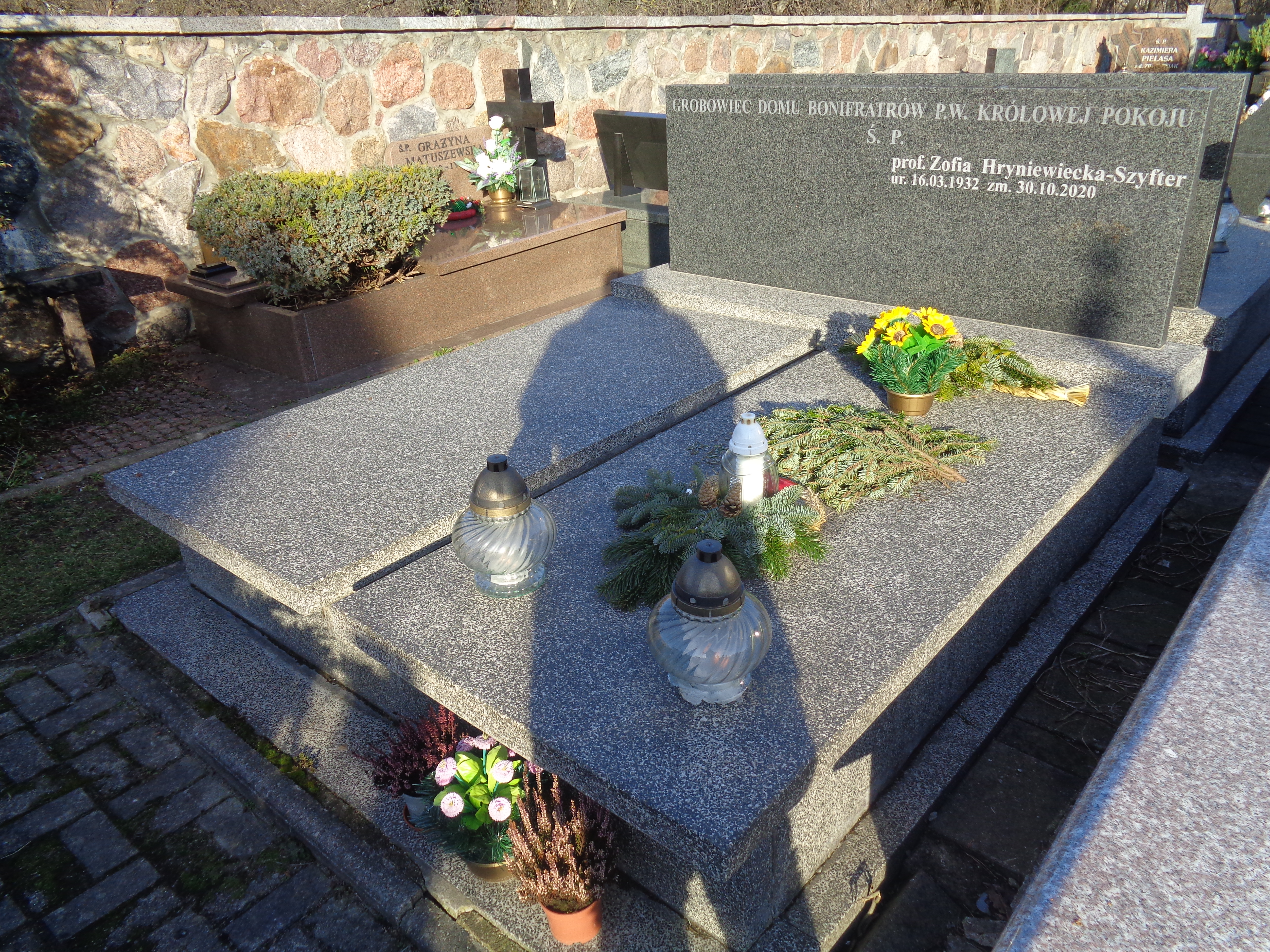
Grób Zofii Hryniewieckiej-Szyfter na Cmentarzu Służewieckim przy ul. Renety

Zofia Hryniewiecka-Szyfter (ur. 16 marca 1932, zm. 30 października 2020) – polska biolożka, prof. dr hab.

## Życiorys
Obroniła pracę doktorską, następnie uzyskała stopień doktora habilitowanego. Została zatrudniona na stanowisku profesora w Instytucie Biologii Eksperymentalnej na Wydziale Biologii Uniwersytetu im. Adama Mickiewicza w Poznaniu.
Zmarła 30 października 2020, pochowana została na starym cmentarzu na Służewie w Warszawie.